# Slip (Einheit)
Slip war ein englisches Maß für Leinengarn.
- 1 Slip = 1800 Yard